# Xã Pioneer, Quận Rush, Kansas
Xã Pioneer (tiếng Anh: Pioneer Township) là một xã thuộc quận Rush, tiểu bang Kansas, Hoa Kỳ. Năm 2010, dân số của xã này là 367 người.